# Quierzy
Quierzy – miejscowość i gmina we Francji, w regionie Hauts-de-France, w departamencie Aisne.

## Demografia
Według danych na rok 1990 gminę zamieszkiwały 362 osoby, a gęstość zaludnienia wynosiła 45 osób/km². W styczniu 2014 roku Quierzy zamieszkiwało 458 osób, przy gęstości zaludnienia wynoszącej 57 osób/km².

## Historia
We wczesnym średniowieczu miasto było jedną z rezydencji królów i cesarzy dynastii Merowingów i Karolingów oraz miejscem zgromadzeń możnych podległych cesarzowi. Najbardziej znane takie zgromadzenie zostało zwołane przez Karola Łysego w czerwcu 877 roku na którym został przyjęty Kapitularz z Quierzy, który sankcjonował dziedziczność lenn należących do hrabiów.